# Гипотеза мира РНК

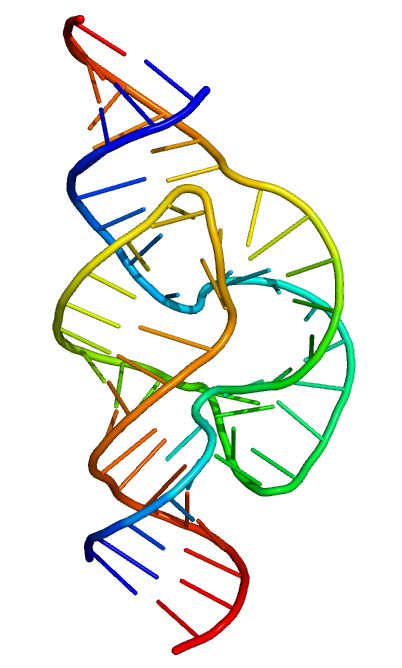
Структура рибозима — молекулы РНК, выполняющей функцию катализа

Мир РНК — гипотетический этап возникновения жизни на Земле, когда и функцию хранения генетической информации, и катализ химических реакций выполняли ансамбли молекул рибонуклеиновых кислот. Впоследствии из их ассоциаций возникла современная ДНК-РНК-белковая жизнь, обособленная мембраной от внешней среды. Идея мира РНК была впервые высказана Карлом Вёзе в 1968 году, позже развита Лесли Орджелом и окончательно сформулирована Уолтером Гильбертом в 1986 году.
В XXI веке гипотеза находит всё больше подтверждений.

## Краткое изложение
В живых организмах практически все процессы происходят в основном благодаря ферментам белковой природы. Белки, однако, не могут самореплицироваться и синтезируются в клетке de novo на основании информации, заложенной в ДНК. Но и удвоение ДНК происходит только благодаря участию белков и РНК. Образуется замкнутый круг, из-за которого в рамках теории самозарождения жизни приходилось признать необходимость не только абиогенного синтеза обоих классов молекул, но и спонтанного возникновения сложной системы их взаимосвязи.
В начале 1980-х годов в лаборатории Т. Чека и С. Олтмана в США была открыта каталитическая способность РНК. По аналогии с ферментами (англ. enzyme) РНК-катализаторы были названы рибозимами, за их открытие Томасу Чеку в 1989 году была присуждена Нобелевская премия по химии. Более того, оказалось, что активный центр рибосом содержит большое количество рРНК. Также РНК способны создавать двойную цепочку и самореплицироваться.
Таким образом, РНК могли существовать полностью автономно, катализируя «метаболические» реакции, например, синтеза новых рибонуклеотидов и самовоспроизводясь, сохраняя из «поколения» в «поколение» каталитические свойства. Накопление случайных мутаций привело к появлению РНК, катализирующих синтез определённых белков, являющихся более эффективным катализатором, в связи с чем эти мутации закреплялись в ходе естественного отбора. С другой стороны, возникли специализированные хранилища генетической информации — ДНК. РНК сохранилась между ними как посредник.

## Роль РНК в современном мире
Следы мира РНК остались в современных живых клетках, причём РНК участвует в критически важных процессах жизнедеятельности клетки:
1. Основной носитель энергии в клетках — АТФ — это рибонуклеотид, а не дезоксирибонуклеотид.
2. Биосинтез белка почти целиком осуществляется с помощью различных видов РНК:
  - матричные РНК являются матрицей для синтеза белка в рибосомах;
  - транспортные РНК доставляют аминокислоты к рибосомам и реализуют генетический код;
  - рибосомная РНК составляет активный центр рибосом, катализирующий образование пептидной связи между аминокислотами.
3. Для репликации ДНК также критически важна РНК:
  - для начала процесса удвоения ДНК необходима РНК-«затравка» (праймер);
  - для бесконечного удвоения ДНК, не ограниченного пределом Хейфлика, в эукариотических клетках производится постоянное восстановление концевых участков хромосом (теломер) ферментом теломеразой, в состав которого входит РНК-матрица.
4. В процессе обратной транскрипции информация из РНК переписывается в ДНК.
5. В процессе созревания РНК используются различные РНК, не кодирующие белки, включая малые ядерные РНК, малые ядрышковые РНК.

Кроме того, многие вирусы хранят свой генетический материал в виде РНК и поставляют в заражённую клетку РНК-зависимую РНК-полимеразу для его репликации.

## Абиогенный синтез РНК
Абиогенный синтез РНК из более простых соединений пока не продемонстрирован экспериментально в полной мере. В 1975 году Манфред Сампер (англ. Manfred Sumper) и Рудигер Льюс (англ. Rudiger Luce) в лаборатории Эйгена продемонстрировали, что в смеси, вообще не содержащей РНК, а содержащей только нуклеотиды и Qβ-репликазу, может при определённых условиях спонтанно возникнуть самореплицирующаяся РНК.
В 2009 году группе учёных из университета Манчестера под руководством Джона Сазерленда (англ. John Sutherland) удалось продемонстрировать возможность синтеза уридина и цитидина с высокой эффективностью и степенью закрепления результата реакции (а также с возможностью накопления конечных продуктов) в условиях ранней Земли. В то же время, хотя абиогенный синтез пуриновых оснований продемонстрирован достаточно давно, синтез аденозина и гуанозина в условиях ранней Земли был продемонстрирован лишь в малоэффективном варианте.
В 2016 году опубликовано исследование, показавшее возможность синтеза всех 4 рибонуклеотидов из формамида.
В 2017 году была показана возможность самосборки уридина из рибозы, урацила и фосфорной кислоты.
В 2019 году рибоза была обнаружена в метеоритах среди сахаров внеземного происхождения, что обосновывает предположение о её доступности на древней Земле. Наиболее вероятный путь синтеза таких сахаров — реакция Бутлерова. При этом в тех же метеоритах отсутствует дезоксирибоза, что свидетельствует о более вероятном синтезе РНК, чем ДНК.
В 2022 году был найден новый и весьма простой вариант абиогенного синтеза цепочек РНК. Было обнаружено, что при перколяции смеси трифосфатов рибонуклеозидов сквозь вулканическое стекло спонтанно образуются длинные — в среднем 100–300 звеньев — цепочки РНК. Таким образом, ученым наконец удалось найти довольно простой путь превращений, начиная от элементарных органических молекул, которые обнаруживаются и в космосе, и заканчивая достаточно длинными цепочками нуклеиновых кислот РНК-мира, прародителей протожизни, способных к дарвиновской эволюции.

## Эволюция РНК
Способность молекул РНК к эволюции была наглядно продемонстрирована в ряде экспериментов. Ещё до открытия каталитической активности РНК такие эксперименты проводили Лесли Орджел с коллегами в Калифорнии. Они добавляли к пробирке с РНК яд — бромид этидия, ингибирующий синтез РНК. Сначала темп синтеза был замедлен ядом, но примерно после девяти «пробирочных поколений» эволюции в процессе естественного отбора вывелась новая порода РНК, стойкая к яду. Путём последовательного удвоения доз яда была выведена порода РНК, стойкая к очень высоким его концентрациям. Всего в эксперименте сменилось 100 пробирочных поколений (и намного больше поколений РНК, так как поколения сменялись и внутри каждой пробирки). Хотя в этом эксперименте РНК-репликаза добавлялась в раствор самими экспериментаторами, Орджел обнаружил, что РНК способны и к спонтанному самокопированию, без добавления фермента, правда, намного медленнее.
Дополнительный эксперимент был позже проведён в лаборатории немецкой школы Манфреда Ейгена. Там обнаружили спонтанное самозарождение молекулы РНК в пробирке с субстратом и РНК-репликазой. Она была создана постепенно нарастающей эволюцией.
После открытия каталитической активности РНК (рибозимов) их эволюция в автоматизированном устройстве под управлением компьютера наблюдалась в экспериментах Брайана Пегеля и Джеральда Джойса из Исследовательского института имени Скриппса в Калифорнии в 2008 году. Фактором, играющим роль давления отбора, являлась ограниченность субстрата, куда входили олигонуклеотиды, которые рибозим распознавал и присоединял к себе, и нуклеотиды для синтеза РНК и ДНК. При построении копий иногда случались дефекты — мутации — влияющие на их каталитическую активность (для ускорения процесса несколько раз смесь подвергалась мутированию с помощью полимеразной цепной реакции с использованием «неточных» полимераз). По этому признаку и происходил отбор молекул: наиболее быстро копирующиеся молекулы быстро начинали доминировать в среде. Затем 90 % смеси удалялось, а вместо этого добавлялась свежая смесь с субстратом и ферментами, и цикл повторялся снова. За 3 суток каталитическая активность молекул за счёт всего 11 мутаций увеличилась в 90 раз.
Эти эксперименты доказывают, что первым молекулам РНК не нужно было обладать достаточно хорошими каталитическими свойствами. Они развились потом в ходе эволюции под действием естественного отбора.
В 2009 году канадские биохимики из Монреальского университета К. Боков и С. Штейнберг, изучив основную составляющую рибосомы бактерии Escherichia coli, молекулу 23S-рРНК, показали, каким образом из относительно небольших и простых рибозимов мог развиться механизм белкового синтеза. Молекула была подразделена на 60 относительно самостоятельных структурных блоков, основным из которых является каталитический центр (пептидил-трансферазный центр, PTC, peptidyl-transferase centre), ответственный за транспептидацию (образование пептидной связи). Было показано, что все эти блоки можно последовательно отсоединять от молекулы без разрушения её оставшейся части до тех пор, пока не останется один лишь транспептидационный центр. При этом он сохраняет способность катализировать транспептидацию. Если каждую связь между блоками молекулы представить в виде стрелки, направленной от того блока, который при отрыве не разрушается, к тому блоку, который разрушается, то такие стрелки не образуют ни одного замкнутого кольца. Если бы направление связей было случайным, вероятность этого составляла бы менее одной миллиардной. Следовательно, такой характер связей отражает последовательность постепенного добавления блоков в процессе эволюции молекулы, который исследователям удалось детально реконструировать. Таким образом, у истоков жизни мог стоять сравнительно простой рибозим — PTC-центр молекулы 23S-рРНК, к которому затем добавлялись новые блоки, совершенствуя процесс синтеза белка. Сам PTC состоит из двух симметричных лопастей, каждая из которых удерживает CCA'-хвостик одной молекулы тРНК. Предполагается, что такая структура возникла в результате дупликации (удвоения) одной исходной лопасти. Методом искусственной эволюции были получены функциональные РНК (рибозимы), способные катализировать транспептидацию. Структура этих искусственно выведенных рибозимов очень близка к структуре той проторибосомы, которую «вычислили» авторы.

## Свойства объектов мира РНК
О том, как выглядели самовоспроизводящиеся РНК системы, есть разные предположения. Чаще всего постулируется необходимость агрегирующих РНК мембран или размещения РНК на поверхности минералов и в поровом пространстве рыхлых пород. В 1990-е годы А. Б. Четвериным с сотрудниками была показана способность РНК формировать молекулярные колонии на гелях и твёрдых субстратах при создании им условий для репликации. Происходил свободный обмен молекулами, которые при столкновении могли обмениваться участками, что показано экспериментально. Вся совокупность колоний в связи с этим быстро эволюционировала.
После возникновения белкового синтеза колонии, умеющие создавать ферменты, развивались успешнее. Ещё более успешными стали колонии, сформировавшие более надёжный механизм хранения информации в ДНК и, наконец, отделившиеся от внешнего мира липидной мембраной, препятствующей рассеиванию своих молекул.

## Трудности
Пре-биотические модели, при которых создаются нуклеотиды, несовместимы с условиями, необходимыми для создания сахаров (из-за большой концентрации формальдегида). Так что они должны быть синтезированы в разных местах, а затем перенесены в какое-то одно место. Однако, они не реагируют в воде. Безводные реакции легко связывают пурины с сахарами, но только 8 % из них соединяют правильный углеродный атом на сахаре с правильным атомом азота на азотистом основании. Пиримидины, однако, не будут реагировать с рибозой, даже в безводных условиях.
Кроме того, необходимые для синтеза фосфаты в природе встречаются крайне редко, так как они легко выпадают в осадок. При введении фосфата, последний должен быстро соединяться с правильной гидроксильной группой нуклеотида.
Чтобы нуклеотиды могли сформировать РНК, они сами должны быть активизированы. Активизированыe пуриновые нуклеотиды формируют маленькие цепочки на существующем шаблоне пиримидиновых РНК, но этот процесс не идет наоборот, потому что пиримидиновые нуклеотиды не полимеризуются так легко.
Дополнительно, вся рибоза должна быть одного стерео-изомерного типа, потому что любой нуклеотид неправильной хиральности действует как терминатор цепочки.
Согласно критикам гипотезы мира РНК (например, А. Каинс-Смит), процесс строительства нуклеиновых кислот требовал бы синхронизации возникновения благоприятных условий и событий. Более того, эта синхронизация должна быть достаточно протяженной во времени (в течение миллионов лет) для создания достаточного количества необходимых веществ.
Несмотря на это, в 2009 году были синтезированы два пиримидиновых рибонуклеотида без формирования промежуточных звеньев (рибозы и азотистого основания), но сформированы другие промежуточные продукты (арабиноза и ангидриднуклеозиды). В 2016 году было показано, что можно синтезировать остальные нуклеотиды-пурины: аденин и гуанин и соединить их с рибозой. Однако пока не установлено, каким образом может пойти присоединение фосфатного остатка.

## Пре-РНК-миры
Биохимик Р. Шапиро критиковал гипотезу РНК-мира, считая, что вероятность спонтанного возникновения РНК, обладающей каталитическими свойствами, очень низка. Взамен гипотезы «вначале была РНК», он предлагает гипотезу «вначале был метаболизм», то есть возникновение комплексов химических реакций — аналогов метаболических циклов — с участием низкомолекулярных соединений, протекающих внутри компартментов — пространственно-ограниченных самопроизвольно образовавшимися мембранами или иными границами раздела фаз — областей. Эта концепция близка к коацерватной гипотезе абиогенеза, предложенной А. И. Опариным в 1924 году.
Другой гипотезой абиогенного синтеза РНК, призванной решить проблему низкой оценочной вероятности синтеза РНК, является гипотеза мира полиароматических углеводородов, предложенная в 2004 году и предполагающая синтез молекул РНК на основе стека из полиароматических колец.
Фактически, обе гипотезы «пре-РНК-миров» не отвергают гипотезу мира РНК, а модифицируют её, постулируя первоначальный синтез реплицирующихся макромолекул РНК в первичных метаболических компартментах, либо на поверхности ассоциатов, отодвигая «мир РНК» на вторую стадию абиогенеза.
Академик РАН А. С. Спирин считал, что РНК-мир не мог появиться и существовать на Земле, и рассматривал вариант внеземного (в первую очередь на кометах) происхождения и эволюции РНК-мира.